# Антігона
Антіго́на або Антиго́на (грец. Αντιγόνη) — персонаж давньогрецької міфології, дочка Едіпа та Іокасти, сестра Полініка. Героїня однойменної трагедії Софокла.

## Короткий опис
Головними дійовими особами твору є доньки Едіпа Антігона та Есмена, правитель Фів Креонт, його дружина Евридіка, син Креонта та Евридіки Гемон (наречений Антігони). Щойно з-під міського муру відступили війська чужинців, як володар Фів Креонт наказав поховати Етеокла з почестями: «Я Етеокла, що в бою за місто впав,/ Міць вражу списом подолавши доблесно, / З обрядом урочистим поховати звелів, /Як личить то героєві славетному…» А ось щодо тіла загиблого Полініка, котрий привів під Фівичужинські війська, наказ Креонта був діаметрально протилежним " «А Полініка, його брата рідного,/Що хтів свою вітчизну і богів її/ Умкнувши із вигнання всю до тла спалить/І кров'ю прагнув братньою упитися, /А хто лишивсь-у рабство повигонити-/ Звелів оголосити всьому місту я — / Не вільно ні ховати, ні оплакувать,/ Лише без похорону, на поживу псам. Так ухвалив я..» Антігона запропонувала Ісмені, попри Креонтів наказ, таки поховати тіло Полініка, але та не наважилась. Утім, це не зупиняє Антігону, у дилемі «бути чи не бути» вона обирає шлях вірної загибелі, проте не скоряється нелюдському наказу деспота. Коли Креонт дізнався, що його наказ хтось порушив і тіло Полініка таки поховане, він поставив вимогу: або вартові знайдуть винуватця, або будуть страчені самі. Проте, поховавши брата, Антігона навіть не думала ховатися від покарання. Її приводять до тирана Фів, і той допитує її особисто . Саме в цьому діалозі добре виявляється майстерність драматурга(бездоганна логіка аргументації, блиск полемічних прийомів), так і суть концепції твору:
Креонт: Ти знала, що робить це заборонено?
Антігона: Звичайно.. Як не знати? Скрізь це оголошено.
Креонт: І все ж наказ переступить посміла ти?
Антігона: Його ж не Зевс з Олімпу сповістив мені
І не богів підземних правда вічная, 
Що всі закони людям установлює.
Не знала я, що смертних розпорядження
Такі могутні, щоб переступать могли
Богів закон одвічний, хоч неписаний…
У словах Антігони чітко позначена антитеза: з одного боку, свавільне розпорядження Креонта, з другого боку — «богів підземних правда вічная»
З точки зору еллінів, жорстоке розпорядження Креонта не мало сили закону, а було примхою свавільника і деспота, котрий упивався своїм єдиновладдям, ігноруючи думку підданців. Антігона докоряє Креонтові за небажання враховувати думки підданців і прагнення говорити і робити лише те, чого бажає і що вважає правильним особисто він. А ця риса притаманна не демократичним Афінам, і не еллінським полісам взагалі, а необмеженій монархії, східній деспотії.
Тож, якщо Антігона, всмоктавши дух вільної Еллади, репрезентує парадигму європейських цінностей, то її земляк Креонт нагадує деспотів східного, азійського штибу, які мають ніким і нічим не обмежену одноосібну владу. Отже «Антігона» — це ще й гімн перевазі законності над свавіллям, народовладдя над тиранією, європейського вольнолюбства над східним раболіпством.

## Образ в новому та новітньому мистецтві
- 1580: Антігона, або Співчуття, драма Робера Гарньє
- 1638: трагедія Жана Ротру
- 1664: Фіваїда, трагедія Расіна
- 1756: опера Глюка за лібрето Метастазіо
- 1772: опера Томмазо Траетти
- 1774: опера Йозефа Мислівечека
- 1783: трагедія Альфьєрі
- 1922: драма Кокто (опера Онеггера на її основі — 1927)
- 1944: драма Жана Ануя
- 1948: опера Карла Орфа (за Софоклом в перекладі Гельдерліна)
- 1948: Антігона-модель, п'єса Брехта
- 1950: Антігона Велес, драма Леопольдо Маречаля (опера на її основі — 1991)
- 1960-1961: драма словенського письменника Домініка Смолі
- 1968: Пристрасті по Антигоні Перес, драма пуерториканського письменника Луїса Рафаеля Санчеса
- 1973: Острів, драма Атол Фугарда (ПАР)
- 1992: Антігона в Нью-Йорку, п'єса Януша Гловацького
- 1995-1996: опера Мікіса Теодоракіса
- 1997: роман французького письменника Анрі Бошо (паралельно до нього був написаний автобіографічний Щоденник Антігони, 1999)
- 2004: Похорон у Фівах, драма Шеймаса Гіні (опера Домініка Лежандра за лібрето Гіні та Дерека Волкотта — 2008)
- 2008: ораторіальні опера Сергія Слонімського